# Dedication: The Very Best of Thin Lizzy
Dedication: The Very Best of Thin Lizzy è una raccolta della band hard rock Thin Lizzy, pubblicata nel 1991.

## Tracce
1. "Whiskey in the Jar" (Trad. arr. Phil Lynott, Eric Bell, Brian Downey) – 5:45
2. "The Rocker" (Lynott, Bell, Downey) – 5:12
3. "Jailbreak" (Lynott) – 4:04
4. "The Boys Are Back in Town" (Lynott) – 4:27
5. "Don't Believe a Word" (Lynott) – 2:21
6. "Bad Reputation" (Downey, Scott Gorham, Lynott) – 3:10
7. "Dancing in the Moonlight (It's Caught Me in Its Spotlight)" (Lynott) – 3:24
8. "Rosalie / Cowgirl's Song" [Live] (Bob Seger, Lynott, Downey) – 4:00
9. "Still in Love with You" [Live] (Lynott) – 7:40
10. "Emerald" [Live] (Gorham, Brian Robertson, Downey, Lynott) – 4:18
11. "Waiting for an Alibi" (Lynott, Gary Moore) – 4:13
12. "Do Anything You Want To" (Lynott) – 3:52
13. "Sarah" (Lynott, Moore) – 4:20
14. "Parisienne Walkways" (Lynott, Moore) – 3:19
15. "Chinatown" (Downey, Gorham, Lynott, Snowy White) – 4:44
16. "Killer on the Loose" (Lynott) – 3:55
17. "Out in the Fields" (Moore) – 4:18
18. "Dedication" (Lynott) – 4:00

## Formazione
- Phil Lynott - basso, voce
- Brian Downey - batteria
- Scott Gorham - chitarra
- Eric Bell - chitarra
- Brian Robertson - chitarra
- Gary Moore - chitarra
- Snowy White - chitarra